# Vol Sudan Airways 2241
Le 21 octobre 2009, un Boeing 707 cargo effectuant le vol Sudan Airways 2241, un vol régulier de transport de fret entre Charjah, aux Émirats arabes unis, et Khartoum, au Soudan, s'est écrasé peu après le décollage au nord de l'aéroport international de Charjah, tuant sur le coup les 6 personnes à bord de l'appareil.

## Avion et équipage

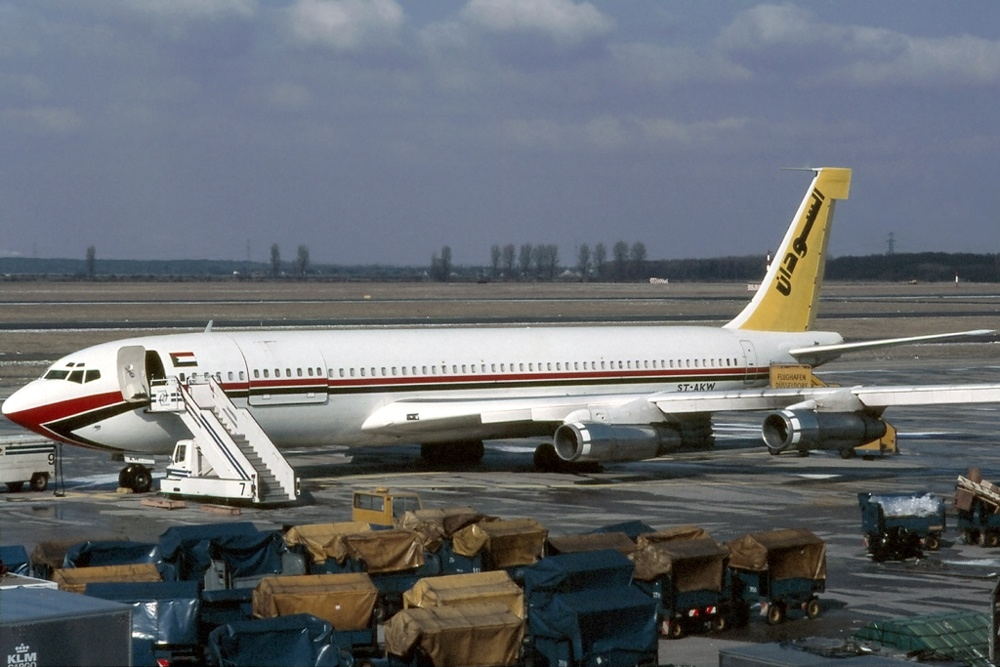
Le 707 impliqué dans l'accident, alors qu'il opérait pour le compte du gouvernement soudanais (ST-AKW), ici en mars 1987.

L'appareil concerné était un Boeing 707-330C immatriculé ST-AKW (numéro de série 20112/788), propulsé par quatre moteurs Pratt & Whitney JT3D-3B et totalisant 77 484 heures de vol et 26 888 cycles (décollage/atterrissage) au moment de l'accident.
Cet avion a volé pour la première fois le 1er mai 1968 et a été livré à Lufthansa le 17 février 1969, avec comme immatriculation D-ABUJ. À partir du 23 mars 1977, il a été loué à Condor jusqu'à ce qu'il soit vendu aux Émirats arabes unis le 5 mai 1981, où il a été réimmatriculé A6-DPA. Le 26 mai 1986, l'avion a été vendu au gouvernement soudanais et réimmatriculé ST-AKW. Le 26 octobre 1987, il a été vendu à Nile Safaris Aviation, où il a servi jusqu'à sa vente à Trans Arabian Air Transport le 28 mai 1992. Le dernier changement de propriétaire a eu lieu le 16 août 1994, date à laquelle il a été vendu à Azza Air Transport (en).
Le commandant de bord était Muhammad al-Halfawi (61 ans). Il avait auparavant travaillé pour Sudan Airways et avait 19 943 heures de vol à son actif, mais son expérience en tant que pilote sur Boeing 707 n'a pas été mentionnée. Le copilote Aladdin Moharam (34 ans) cumulait 6 649 heures de vol, dont 5 011 heures sur Boeing 707. L'ingénieur de vol, Muhammad al-Fateh Mohyeddin (53 ans), totalisait 7 324 heures de vol, toutes effectuées sur Boeing 707. À bord se trouvaient également un mécanicien de maintenance au sol, Assawi Hamed (55 ans), et les responsables du chargement Makki Abdul-Aziz et Abu-Bakr Hasan Ahmad.

## Accident

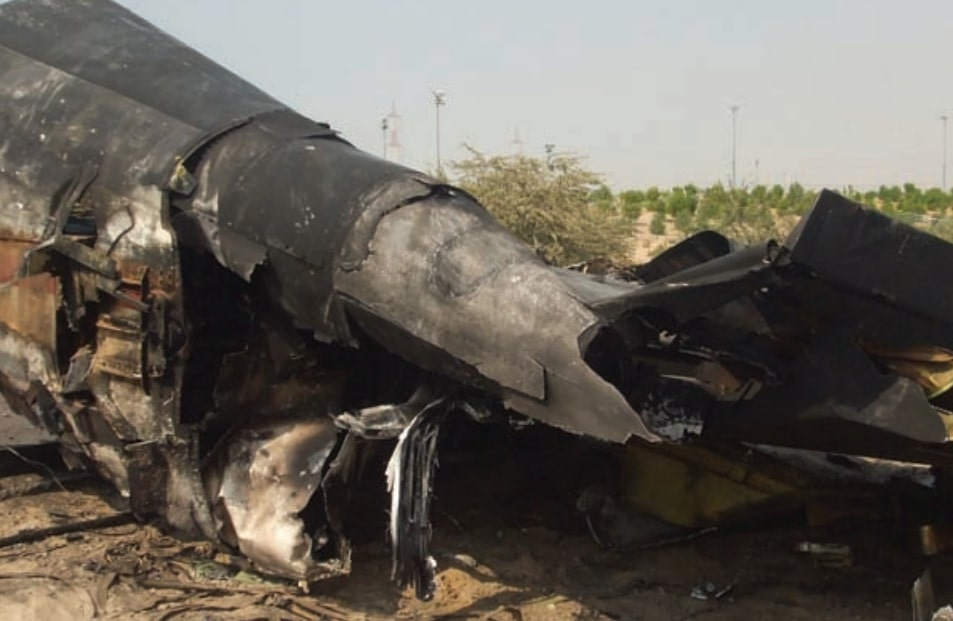
L'épave du 707 accidenté, photographié peu après le crash du vol 2241.

Le vol 2241 a décollé de la piste 30 de l'aéroport international de Charjah à 15h29. Il transportait une cargaison composée majoritairement d'unités de climatisation, de pièces automobiles, d'ordinateurs et d'effets personnels divers. 
Lors du décollage, les capots centraux du moteur n°4, situé au bout de l'aile droite, se sont séparés et sont tombés sur la piste. L'avion poursuit une montée normale, avec les ailes à l'horizontale lorsque le pilote informe le contrôle aérien qu'il a perdu le moteur n°4. Il a supposé cela parce que la conduite flexible du collecteur de rapport de pression du moteur (en) (EPR) du n°4 s'est rompue, entraînant une lecture erronée sur l'indicateur de bord. L'équipage a interprété la lecture de l'indicateur comme une panne moteur ; en conséquence, ils ont déclaré une perte de moteur et ont demandé à la tour de contrôle de retourner à l'aéroport.
L'avion a alors effectué un virage à droite, s'est incliné et a continué de s'incliner vers la droite, avant de décrocher et percuter le sol, avec une assiette d'environ 90° sur l'aile droite, à 3 km au nord de l'aéroport. L'appareil a été totalement détruit dans le crash et l'incendie qui a suivi, les 6 membres d'équipage à bord ont tous été tués sur le coup.

## Enquête
L'Autorité générale de l'aviation civile (en) (GCAA) des Émirats arabes unis a lancé une enquête sur l'accident. L'enregistreur phonique (CVR) et l'enregistreur de paramètres (FDR) ont été récupérés et envoyés au Royaume-Uni pour analyse. En février 2010, il a été signalé que les deux enregistreurs de vol ne fonctionnaient pas le jour de l'accident et qu'aucune donnée n'avait été récupérée. En janvier 2011, la GCAA a publié un rapport préliminaire, indiquant qu'un capot moteur s'est détaché du moteur n°4 peu après le décollage. 
Le rapport final indique que la cause principale de l'accident du vol 2241 est que l'avion s'est incliné au delà de l'angle d'inclinaison maximal autorisé pour le 707 en vol, ce qui a provoqué un décrochage et une perte de contrôle de l'appareil, qui n'a pas pu être récupéré à temps. Lorsque les capots centraux du moteur n°4 se sont détachés, ils ont sectionné la conduite du collecteur EPR, ce qui a conduit l'équipage à réagir en conséquence, bien que sa réponse ait été inappropriée pour ce type de situation.

## Conséquences
À la suite de cet accident, Azza Air Transport (en) a été interdite d'exploitation aux Émirats arabes unis pendant toute la durée de l'enquête. Elle a cessé définitivement ses activités quelques mois plus tard.